# 38 a. C.
El año 38 a. C. fue un año común comenzado en domingo o lunes, o un año bisiesto comenzado en sábado, domingo o lunes (las fuentes difieren) del calendario juliano. También fue un año común comenzado en domingo del calendario juliano proléptico. En aquella época, era conocido como el Año del consulado de Pulcher y Flaccus (o, menos frecuentemente, año 716 Ab urbe condita). La denominación 38 a. C. para este año ha sido usado desde principios del período medieval, cuando la era A. D. se convirtió en el método prevalente en Europa para nombrar a los años.

## Acontecimientos
- 1 de enero — Octavio Augusto decreta la "Aera Hispanica", tras la pacificación oficial de toda Hispania que se empleó para datar el tiempo en España. Los documentos de la época visigótica y Reconquista emplean el 38 a. C. como año de referencia.
- Marco Antonio, Octavio y Lépido firman el tratado de Tarentum, continuando el Segundo Triunvirato hasta el 33 a. C.
- Segunda fundación de la ciudad de Valencia arrasada por Pompeyo en el año 75 a. C.
- Los romanos fundan la ciudad de Colonia (Alemania).
- Las legiones romanas derrotan a las fuerzas de Orodes II, rey de los partos, que habían cruzado el Éufrates e invadido Siria.[1]

## Nacimientos
- Nerón Claudio Druso, futuro hijastro de Augusto.

## Fallecimientos
- Orodes II de Partia.
- Antíoco I Theos de Comagene.